# Джей Джей Редік
Джонатан Клей «Джей Джей» Редік (англ. Jonathan Clay "J. J." Redick, нар. 24 червня 1984, Куквілл, Теннессі, США) — колишній американський професійний баскетболіст, атакувальний захисник. Всю професійну кар'єру провів у НБА.

## Ігрова кар'єра

### Ранні роки
Починав грати в баскетбол у команді Старшої школи Кейв Спрінг (Роанок, Вірджинія). Там вважався Всеамериканським спорстменом та допоміг школі стати чемпіоном штату.
На університетському рівні грав за команду Дюк (2002—2006). На четвертому курсі став капітаном команди. За час перебування в університеті, був лідером команди, неодноразово включався у різноманітні символічні збірні, як конференції, так і всієї NCAA, а 2006 року був визнаний найкращим баскетболістом студентської ліги США.
4 лютого 2007 року на спеціальній церемонії під час перерви у матчі «Блу Девілс», його ігровий номер 4 було назавжди закріплено за ним. Він став 13-м гравцем «Дюка», який удостоївся такої честі. Станом на 2017 рік залишається найрезультативнішим гравцем університету в його історії.

### «Орландо Меджик»

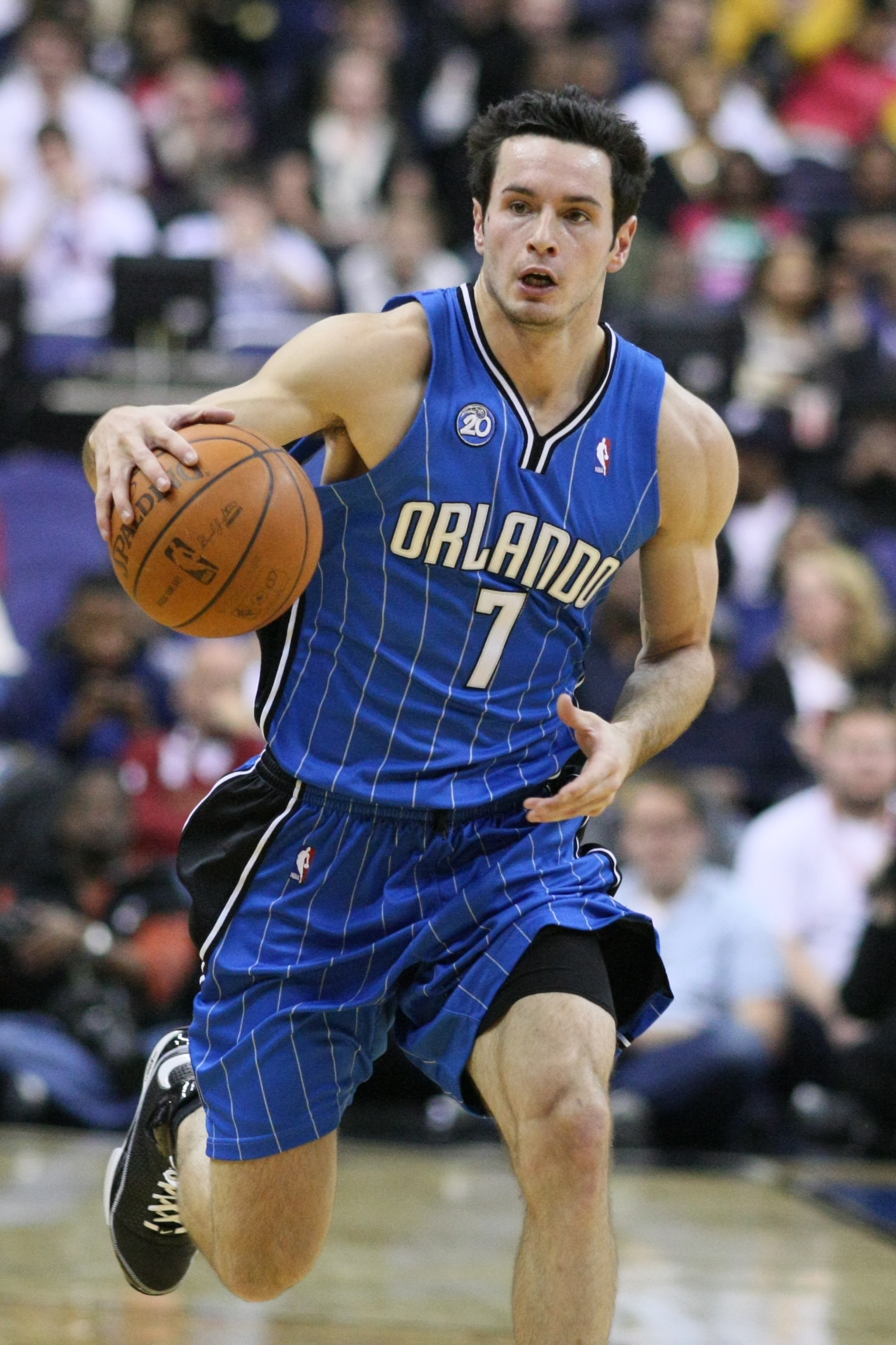
Редік під час перебування в «Орландо»

2006 року був обраний у першому раунді драфту НБА під загальним 11-м номером командою «Орландо Меджик». Захищав кольори команди з Орландо протягом наступних 7 сезонів, виходячи на майданчик з лавки запасних. У свій перший сезон підмінював зірку команди Гранта Гілла.
У наступному сезоні конкурував за місце на паркеті з Тревором Арізою та Кітом Богансом. У сезоні 2008—2009 ігровий час Редіка збільшився до 17,4 хвилин в порівнянні з 8,1 у попередньому сезоні. 25 квітня 2012 року провів свій найрезультативніший матч у майці «Орландо», набравши 31 очко проти «Шарлотт Бобкетс».

### «Мілвокі Бакс»
21 лютого 2013 року був обміняний до «Мілвокі Бакс».

### «Лос-Анджелес Кліпперс»
10 липня 2013 року перейшов до «Лос-Анджелес Кліпперс», у складі якої провів наступні 4 сезони своєї кар'єри. Контракт був підписаний на чотири роки, протягом яких він мав отримати 27 млн доларів. У команді під керівництвом Дока Ріверса зайняв місце у стартовому складі, виконуючи роль «шутера», аналогічну ролі Рея Аллена в «Бостон Селтікс». 15 січня 2014 року провів свій нарезультативніший матч на той момент, набравши 33 очки у грі проти «Даллас Маверікс».
18 січня 2016 року оновив свій рекорд результативності, забивши 40 очок у переможному матчі проти «Г'юстон Рокетс». У цьому матчі реалізував 9 з 12 триочкових кидків, що стало повторенням рекорду франшизи, який встановив Керон Батлер. Взимку 2016 року взяв участь у конкурсі трьохочкових кидків під час Зіркового вік-енду.
5 листопада 2016 року довів свою серію матчів із влучними трьохочковими кидками до 62 матчів поспіль.

### «Філадельфія Севенті-Сіксерс»

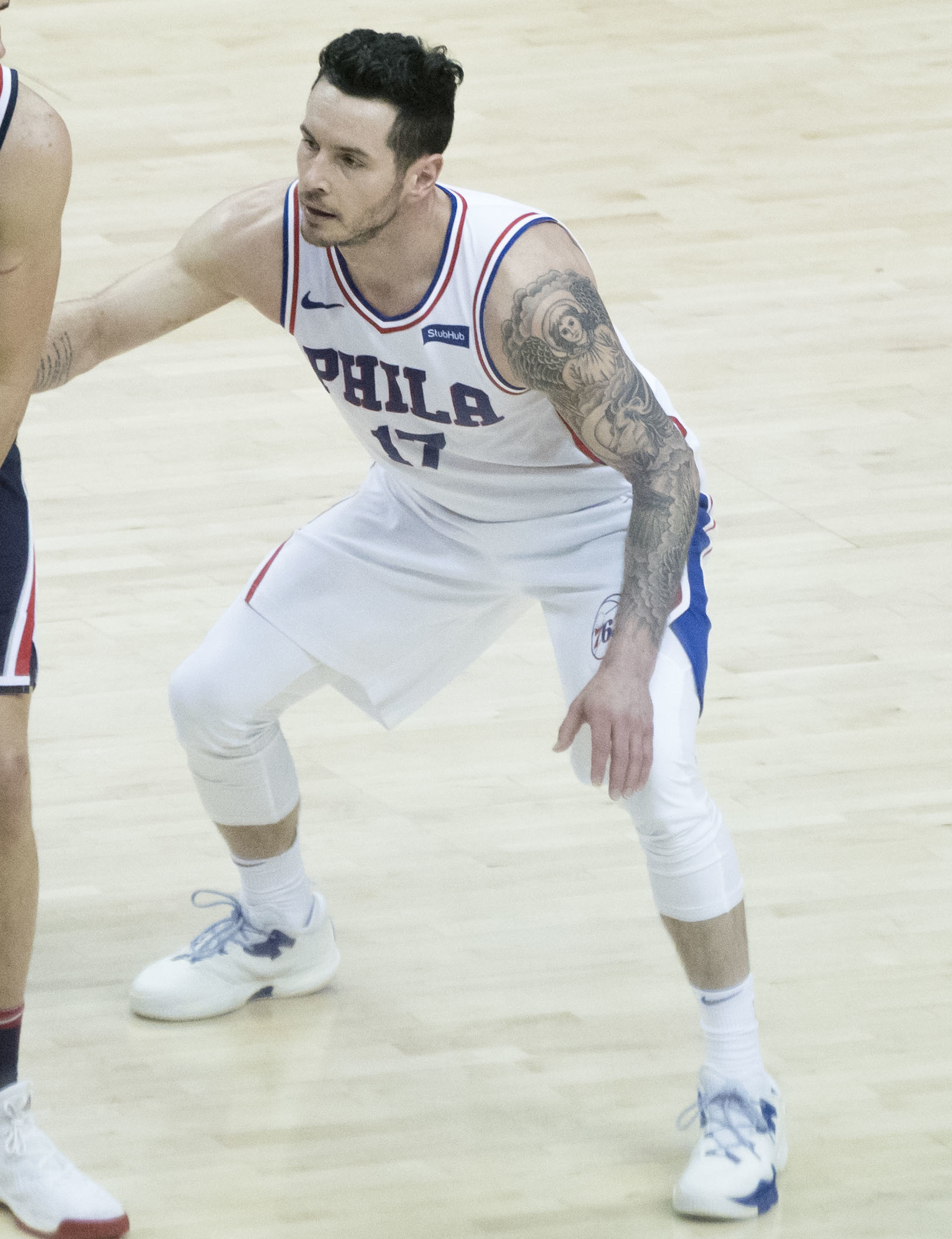
Редік у 2018

8 липня 2017 року став гравцем «Філадельфія Севенті Сіксерс», підписавши однорічний контракт на суму 23 млн доларів. 6 липня 2018 року уклав нову угоду з клубом.
19 грудня 2018 року в матчі проти «Нью-Йорк Нікс» набрав своє 10,000-не очко в кар'єрі. У квітні 2019 року встановив рекорд клубу за кількістю влучних триочкових кидків у сеозні, обійшовши Кайла Корвера з 226 кидками, які той забив у сезоні 2004—2005.

### Нью-Орлінс Пеліканс
15 липня 2019 року підписав контракт з «Нью-Орлінс Пеліканс». Після завершення скороченого через пандемію сезону з результатом 30-42 «Пелікани» пропустили плей-офф, і Редік вперше в кар'єрі пропустив плей-офф.

### Завершення кар'єри
21 вересня 2021 року Джей Джей оголосив про завершення професійної кар'єри гравця.

## Статистика виступів в НБА
|  | Лідер ліги |

### Регулярний сезон
| Сезон             | Команда                       | GP  | GS  | MPG  | FG%  | 3P%  | FT%  | RPG | APG | SPG | BPG | PPG  |
| ----------------- | ----------------------------- | --- | --- | ---- | ---- | ---- | ---- | --- | --- | --- | --- | ---- |
| 2006–07           | «Орландо Меджик»              | 42  | 0   | 14.8 | .410 | .388 | .900 | 1.2 | .9  | .3  | .0  | 6.0  |
| 2007–08           | «Орландо Меджик»              | 34  | 0   | 8.1  | .444 | .395 | .794 | .7  | .5  | .1  | .0  | 4.1  |
| 2008–09           | «Орландо Меджик»              | 64  | 5   | 17.4 | .391 | .374 | .871 | 1.7 | 1.1 | .3  | .0  | 6.0  |
| 2009–10           | «Орландо Меджик»              | 82  | 9   | 22.0 | .439 | .405 | .860 | 1.9 | 1.9 | .3  | .0  | 9.6  |
| 2010–11           | «Орландо Меджик»              | 59  | 5   | 25.4 | .441 | .397 | .875 | 1.9 | 1.7 | .5  | .1  | 10.1 |
| 2011–12           | «Орландо Меджик»              | 65  | 22  | 27.2 | .425 | .418 | .911 | 2.3 | 2.5 | .4  | .1  | 11.6 |
| 2012–13           | «Орландо Меджик»              | 50  | 11  | 31.5 | .450 | .390 | .891 | 2.4 | 4.4 | .6  | .1  | 15.1 |
| 2012–13           | «Мілвокі Бакс»                | 28  | 2   | 28.7 | .403 | .318 | .918 | 1.9 | 2.7 | .3  | .1  | 12.3 |
| 2013–14           | «Лос-Анджелес Кліпперс»       | 35  | 34  | 28.2 | .455 | .395 | .915 | 2.1 | 2.2 | .8  | .1  | 15.2 |
| 2014–15           | «Лос-Анджелес Кліпперс»       | 78  | 78  | 30.9 | .477 | .437 | .901 | 2.1 | 1.8 | .5  | .1  | 16.4 |
| 2015–16           | «Лос-Анджелес Кліпперс»       | 75  | 75  | 28.0 | .480 | .475 | .888 | 1.9 | 1.4 | .6  | .1  | 16.3 |
| 2016–17           | «Лос-Анджелес Кліпперс»       | 78  | 78  | 28.2 | .445 | .429 | .891 | 2.2 | 1.4 | .7  | .2  | 15.0 |
| 2017–18           | «Філадельфія Севенті-Сіксерс» | 70  | 70  | 30.2 | .460 | .420 | .904 | 2.5 | 3.0 | .5  | .1  | 17.1 |
| 2018–19           | «Філадельфія Севенті-Сіксерс» | 76  | 63  | 31.3 | .440 | .397 | .894 | 2.4 | 2.7 | .4  | .2  | 18.1 |
| 2019–20           | «Нью-Орлінс Пеліканс»         | 60  | 36  | 26.3 | .453 | .453 | .892 | 2.5 | 2.0 | .3  | .2  | 15.3 |
| Усього за кар'єру | Усього за кар'єру             | 896 | 488 | 25.9 | .448 | .416 | .891 | 2.1 | 2.0 | .5  | .1  | 13.1 |

### Плей-оф
| Сезон             | Команда                       | GP  | GS | MPG  | FG%  | 3P%   | FT%   | RPG | APG | SPG | BPG | PPG  |
| ----------------- | ----------------------------- | --- | -- | ---- | ---- | ----- | ----- | --- | --- | --- | --- | ---- |
| 2007              | «Орландо Меджик»              | 1   | 0  | 11.0 | .500 | 1.000 | .000  | .0  | 2.0 | .0  | .0  | 3.0  |
| 2008              | «Орландо Меджик»              | 2   | 0  | 5.0  | .000 | .000  | .000  | .5  | .0  | .0  | .0  | .0   |
| 2009              | «Орландо Меджик»              | 16  | 8  | 20.4 | .373 | .404  | .929  | 1.2 | 1.9 | .5  | .1  | 6.0  |
| 2010              | «Орландо Меджик»              | 14  | 0  | 19.2 | .423 | .429  | .857  | 1.7 | 1.4 | .7  | .0  | 7.5  |
| 2011              | «Орландо Меджик»              | 6   | 0  | 20.0 | .357 | .067  | .750  | 1.8 | 1.0 | .2  | .2  | 6.7  |
| 2012              | «Орландо Меджик»              | 5   | 0  | 24.6 | .432 | .211  | .857  | 1.0 | 3.2 | .2  | .0  | 10.8 |
| 2013              | «Мілвокі Бакс»                | 4   | 0  | 17.3 | .440 | .333  | 1.000 | .8  | 1.3 | .3  | .0  | 7.3  |
| 2014              | «Лос-Анджелес Кліпперс»       | 13  | 13 | 27.0 | .459 | .400  | .962  | 1.7 | 1.5 | .8  | .0  | 13.3 |
| 2015              | «Лос-Анджелес Кліпперс»       | 14  | 14 | 38.6 | .435 | .398  | .943  | 2.1 | 1.7 | .7  | .4  | 14.9 |
| 2016              | «Лос-Анджелес Кліпперс»       | 6   | 6  | 27.7 | .430 | .355  | .667  | 2.0 | .8  | .2  | .2  | 13.5 |
| 2017              | «Лос-Анджелес Кліпперс»       | 7   | 7  | 29.4 | .380 | .346  | .850  | 1.7 | .9  | .3  | .0  | 9.1  |
| 2018              | «Філадельфія Севенті-Сіксерс» | 10  | 10 | 34.2 | .444 | .347  | .857  | 1.5 | 2.6 | .8  | .1  | 18.2 |
| 2019              | «Філадельфія Севенті-Сіксерс» | 12  | 12 | 31.3 | .435 | .414  | .850  | 1.4 | 1.6 | .1  | .3  | 13.4 |
| Усього за кар'єру | Усього за кар'єру             | 110 | 70 | 26.5 | .425 | .371  | .879  | 1.6 | 1.6 | .5  | .1  | 10.9 |